# Beep Peep
Beep Peep (in inglese nota come Beau Peep) è un personaggio dei fumetti creato da Roger Kettle e dal disegnatore Andrew Christine protagonista dell'omonima serie di strisce di fumetti in bianco e nero. Ha esordito il 2 novembre 1978 sul primo numero del quotidiano britannico The Daily Star dove è stata pubblicata fino al 2016 quando gli autori hanno annunciato la chiusura. In Italia è stata pubblicata su edizioni della Eura Editoriale.
La striscia narra le divertenti vicende di un uomo che si arruola nella legione straniera francese per sfuggire alla moglie Doris.
La striscia era già stata cancellata nel 1997 dal quotidiano, nel corso di una strategia volta a tagliare i costi, ma era ritornata due anni più tardi in seguito alle proteste dei lettori.
La serie nasce come parodia di quanto raccontato nel romanzo Un dramma nel Sahara (Beau Geste) di P. C. Wren.
I personaggi:
- il protagonista della serie è Beep Peep, arruolato nella Legione straniera per sfuggire alla moglie Doris. Quando era giovane Beep sognava di diventare un famoso pianista o un grande condottiero.
- Dennis Pratt: migliore amico di Beep che è spesso annoiato dalla sua stupidità ma ha una grande pazienza nei suoi confronti.
- Doris
- Egon il Cuoco
- Il Nomade
- L'onesto Abdul
- Sargente Bidet
- Pierre il matto
- Il Colonnello
- Gli avvoltoi